# Wheeleria spilodactylus
Wheeleria spilodactylus (tên tiếng Anh: Horehound Plume Moth) là một loài bướm đêm thuộc họ Pterophoroidea. Nó là loài đặc hữu của tây nam và miền trung châu Âu và Địa Trung Hải, Tiểu Á và Bắc Phi. It has been introduced tới Úc.

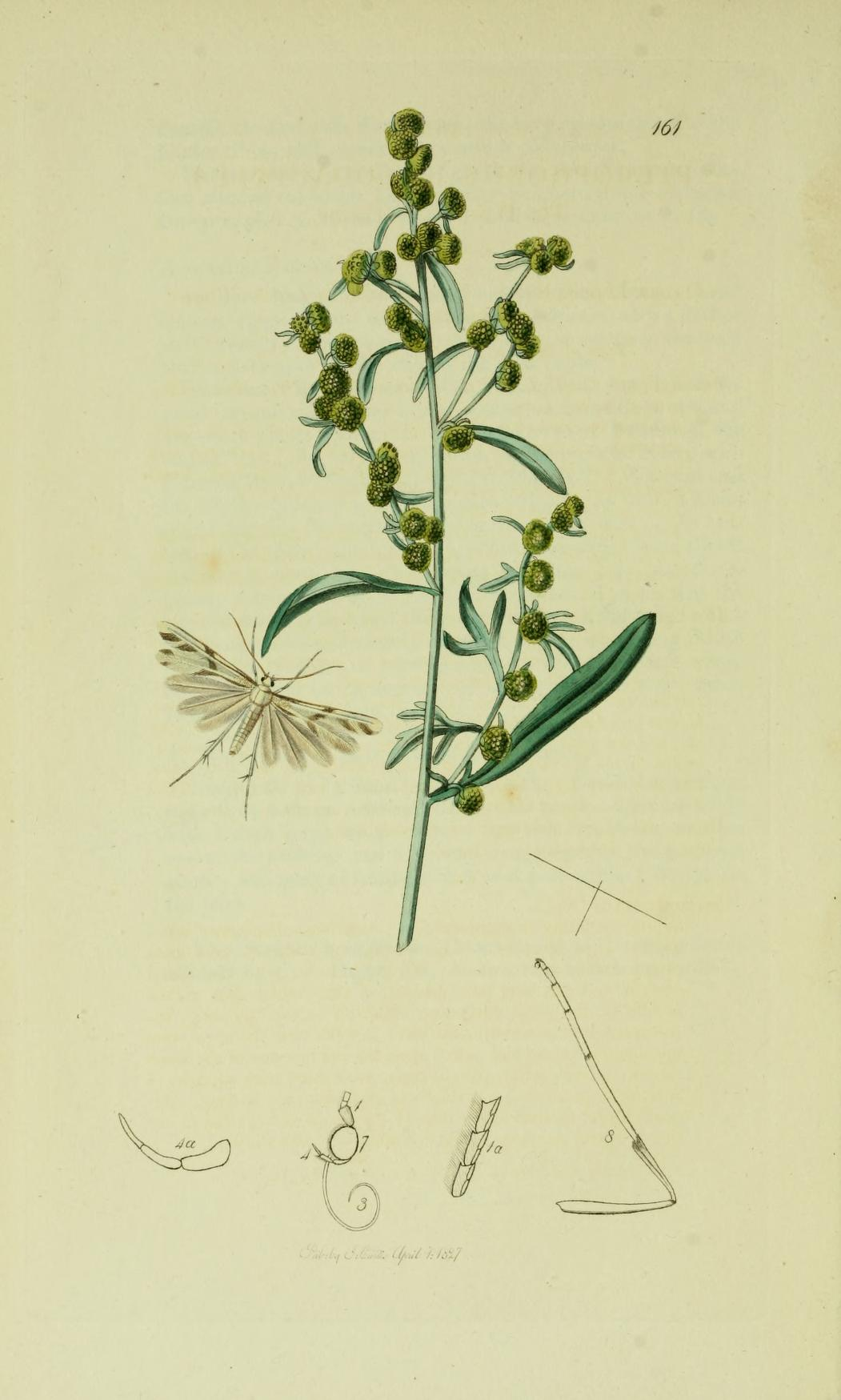
Hình minh họa from John Curtis's British Entomology Volume 6

Sải cánh dài 20–25 mm. Con trưởng thành bay từ tháng 7 đến tháng 9 tùy theo địa điểm.
Ấu trùng ăn Ballota nigra và Marrubium vulgare.

## Hình ảnh

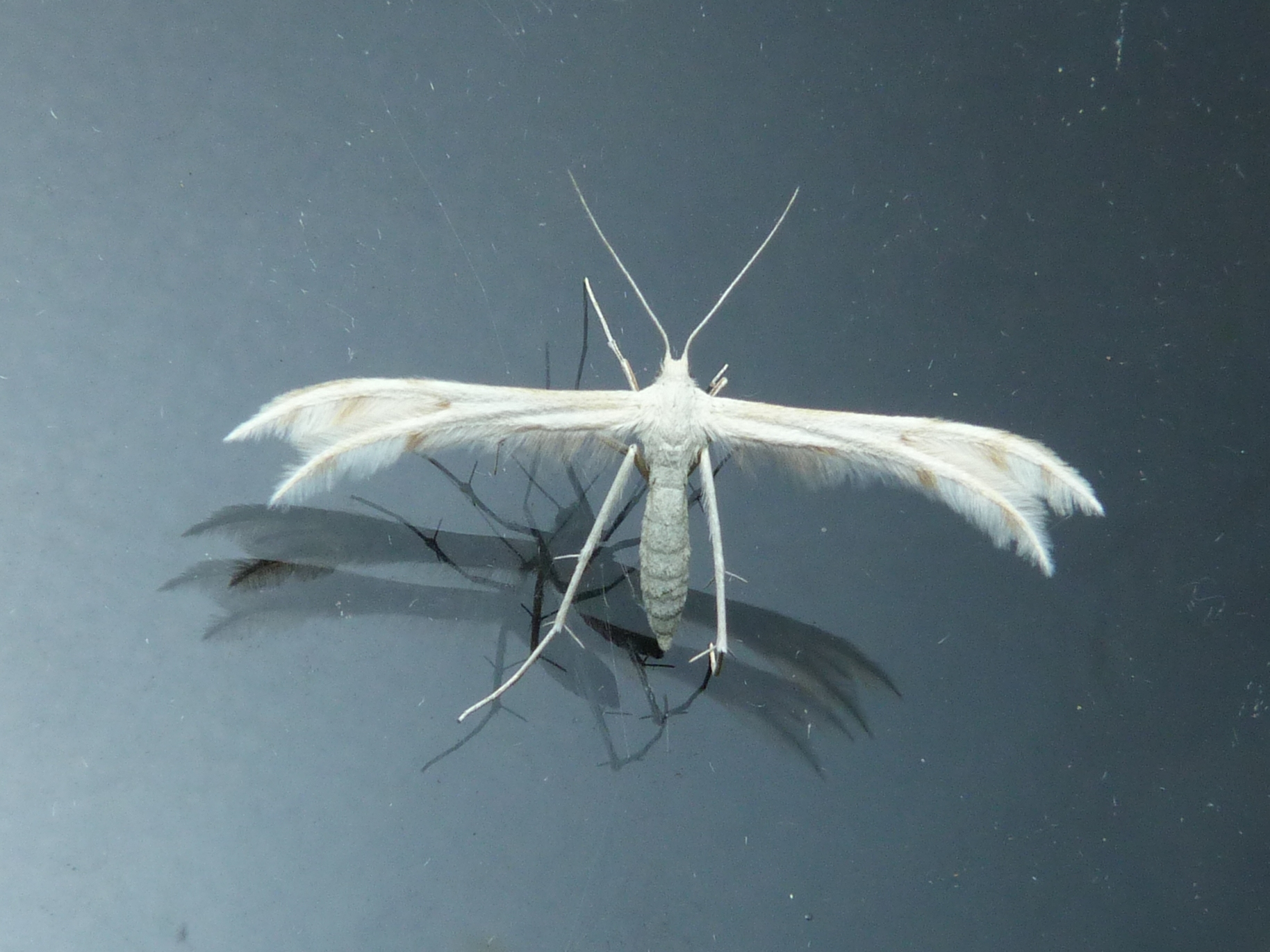